# Col·lectiu Wilson
El Col·lectiu Wilson és una entitat formada per sis catedràtics catalans de renom mundial que té com a vocació «contribuir al debat sobre l'autodeterminació a Catalunya a fi que els seus ciutadans puguin decidir el seu futur lliurement, sense por ni amenaces». Fou fundada pels catedràtics d'economia Pol Antràs (Harvard), Jordi Galí (UPF), Gerard Padró (LSE), Xavier Sala i Martín (Colúmbia), Jaume Ventura (UPF) i el catedràtic de política i afers públics Carles Boix (Princeton) per intentar aportar informació veraç que desmentís les amenaces i exageracions que els sectors contraris a la independència de Catalunya feien sobre aquesta. El seu web fou presentat al programa El món a RAC 1 el 16 de novembre de 2012. El nom del Col·lectiu s'inspira en el president estatunidenc Woodrow Wilson que rebé el Premi Nobel de la Pau el 1919 i fou un dels promotors més vehements del dret a l'autodeterminació.
El 20 de març de 2013 es va presentar el col·lectiu al Cercle d'Economia. El Col·lectiu Wilson defensa que els possibles problemes que es puguin produir de la secessió de Catalunya d'Espanya són atribuïbles a les incerteses polítiques i no pas a elements econòmics.